# Силуры

Предполагаемая территория расселения силуров

Силуры (лат. Silures) — кельтское племя, занимавшее в эпоху железного века земли в современном южном Уэльсе (территории традиционных графств Монмутшир, Гламорган и Брекнокшир, вероятно, также восточную часть Кардиганшира и Кармартеншира).
Название племени «силуры», по основной версии, имеет латинское происхождение и означает «люди скал», от лат. silex («валун», «камень», «кремень»), указывая на гористый характер местности их обитания. Кельтское самоназвание неизвестно.
Страна силуров даёт очень незначительный археологический материал: практически отсутствуют керамические изделия, нет каменных сооружений, предшествующих распространению римской цивилизации. В первую очередь этому способствовал характер местности: лесистое нагорье с узкими долинами, неподходящими для земледелия. Поэтому в римских источниках силуры представлены как народ воинственных охотников и скотоводов, не имеющий городов. Тем не менее, поселение Лланмелин севернее Каэрвента считается доримским племенным центром силуров.
Благодаря римскому историку Тациту, сохранилось описание внешнего вида силуров:
«… смуглые лица силуров, вьющиеся волосы и расположение Испании напротив их берегов свидетельствуют о пришествии иберийцев в старые дни и занятии ими этих мест…» .

## История
Силуры выходят на историческую арену в качестве племени, оказавшего ожесточенное сопротивление римскому завоеванию Британии.
Первое столкновение с римскими войсками датируется 48 годом н. э. К этому моменту, преодолев сопротивление иценов и бригантов, а также ещё одного кельтского племени Уэльса — декеанглиев, пропретор провинции Осторий Скапула обращает своё внимание на силуров. Основным поводом для нападения стало то, что силуры укрывали в своих горах Каратака — одного из виднейших вождей кельтского сопротивления в Британии. Начавшаяся как передислокация части XX Легиона Валерия из основной базы Камулодун (лат. Camulodunum, совр. Колчестер) в Глевум (лат. Glevum, совр. Глостер), кампания привела к поражению силуров и бегству Каратака в Сноудонию к ордовикам.
Силуры не прекратили вооруженного сопротивления — они наверняка участвовали в последних военных действиях Каратака в землях ордовиков, нанесли ряд поражений римским частям в 51 году и в 57-58 годах в рамках военной кампании Светония Паулина, который не смог завершить покорение силуров из-за восстания Боудикки.
Окончательное подчинение силуров осуществил в 76 году Секст Юлий Фронтин. После этого земли силуров выступают как полноценная часть провинции Британия. Военным центром области силуров являлась Иска Силурум (лат. Isca Silurum, совр. Карлеон), место дислокации II Легиона Августа. Гражданским и торговым центром был Вента Силурум (лат. Venta Silurum, совр. Каэрвент), вокруг которого отмечается значительное скопление римских вилл. Также были выстроены города Бурриум (лат. Burrium) и Блестиум (лат. Blestium).
После уничтожения римского протектората над Британией на землях силуров образовалось несколько валлийских королевств, основными из которых являлись Гвент, Брихейниог и Морганнуг.
Имя силуров увековечено в названии силурийского геологического периода, впервые описанного шотландским геологом Родериком Мурчисоном, проводившим свои исследования в южном Уэльсе — на землях, некогда принадлежавших этому воинственному кельтскому племени, где распространены геологические породы этого периода.